# Władysław Orlicz

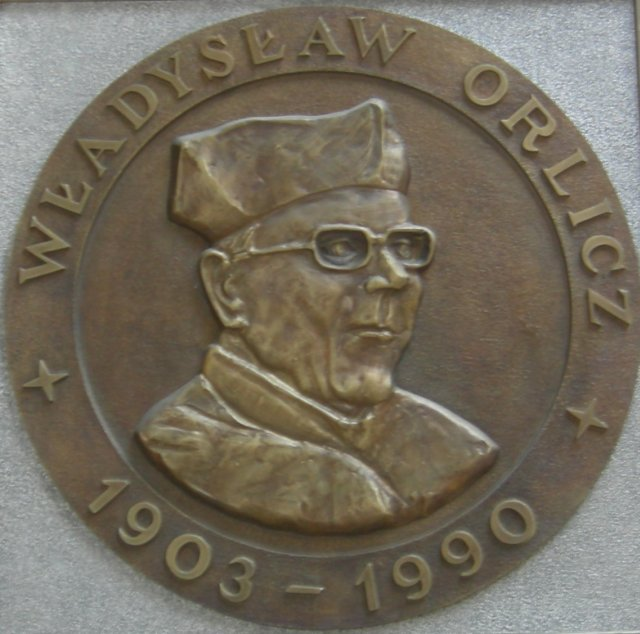
Herdenkingssteen

Władysław Roman Orlicz (Okocim, toen Oostenrijk-Hongarije, nu Polen, 24 mei 1903 - Poznań, 9 augustus 1990) was een Pools wiskundige die deel uitmaakte van de wiskundige school van Lwów.
Zijn grootste belangstelling ging uit naar de topologie.